# Gelis ariamus
Gelis ariamus là một loài tò vò trong họ Ichneumonidae.